# Murtenica
Le mont Murtenica (en serbe cyrillique : Муртеница) est une montagne de Serbie située dans le massif du Zlatibor et dans les Alpes dinariques. Son point culminant, le pic de Brijač, s'élève à une altitude de 1 480 m.

## Géographie
Le mont Murtenica est situé au sud-ouest de la Serbie centrale. Il s'étend au sud des monts Zlatibor, dans l'ensemble montagneux de Stari Vlah, et au nord des monts Javor et de la chaîne montagneuse du Zlatar.
Le Veliki Rzav, le bras le plus long du Rzav de Golija, prend sa source au pied de la Murtenica. Le lac Zlatar est situé à proximité de ce petit massif.